# Karl Holmberg (fotbollsspelare)
Karl "Kalle" Albin Elis Holmberg, född 3 mars 1993 i Olaus Petri församling i Örebro, är en svensk fotbollsspelare (anfallare) som spelar för Örebro SK. Hans far, Mikael Holmberg, är en före detta ishockeyspelare.

## Klubbkarriär
Holmberg skrev i maj 2012 på ett nytt flerårskontrakt med Örebro SK. 
I juli 2016 värvades Holmberg av IFK Norrköping, där han skrev på ett kontrakt över säsongen 2019. Karl Holmberg delade segern i den allsvenska skytteligan med Magnus Eriksson 2017.
I januari 2020 skrev Holmberg på för Djurgårdens IF. Efter säsongen 2022 lämnade han klubben. I slutet av januari 2023 blev det officiellt att Holmberg skrivit på för maltesiska Ħamrun Spartans.
27 juni 2023 återvände Holmberg till Örebro SK, där han skrev på ett kontrakt på tre och ett halvt år.

## Landslagskarriär
Holmberg gjorde mål i sin landslagsdebut när han kvitterade till 1–1 i en träningslandskamp mot Estland, en match som slutade 1–1.

## Karriärstatistik
| Klubb                                                  | Säsong            | Inhemsk liga           | Inhemsk liga | Inhemsk liga | Nat. täv. | Nat. täv. | Internat. täv. | Internat. täv. | Totalt | Totalt |
| Klubb                                                  | Säsong            | Serie                  | SM           | Mål          | SM        | Mål       | SM             | Mål            | SM     | Mål    |
| ------------------------------------------------------ | ----------------- | ---------------------- | ------------ | ------------ | --------- | --------- | -------------- | -------------- | ------ | ------ |
| Karlslunds IF                                          | 2009              | Division 1 Norra       | 2            | 0            | 0         | 0         | 0              | 0              | 2      | 0      |
| Karlslunds IF                                          | 2010              | Div 2 Södra Svealand   | 21           | 3            | 0         | 0         | 0              | 0              | 21     | 3      |
| Karlslunds IF                                          | Totalt i klubblag | Totalt i klubblag      | 23           | 3            | 0         | 0         | 0              | 0              | 23     | 3      |
| Örebro SK Ungdom                                       | 2011              | Div 2 Norra Götaland   | 18           | 2            | 0         | 0         | 0              | 0              | 18     | 2      |
| Örebro SK Ungdom                                       | Totalt i klubblag | Totalt i klubblag      | 18           | 2            | 0         | 0         | 0              | 0              | 18     | 2      |
| Örebro SK                                              | 2011              | Allsvenskan            | 1            | 0            | 0         | 0         | 0              | 0              | 1      | 0      |
| Örebro SK                                              | 2012              | Allsvenskan            | 25           | 2            | 1         | 0         | 0              | 0              | 26     | 2      |
| Örebro SK                                              | 2013              | Superettan             | 30           | 10           | 3         | 0         | 0              | 0              | 33     | 10     |
| Örebro SK                                              | 2014              | Allsvenskan            | 21           | 5            | 1         | 1         | 0              | 0              | 22     | 6      |
| Örebro SK                                              | 2015              | Allsvenskan            | 30           | 4            | 7         | 2         | 0              | 0              | 37     | 6      |
| Örebro SK                                              | 2016              | Allsvenskan            | 14           | 3            | 1         | 1         | 0              | 0              | 15     | 4      |
| Örebro SK                                              | Totalt i klubblag | Totalt i klubblag      | 121          | 24           | 13        | 4         | 0              | 0              | 134    | 28     |
| IFK Norrköping                                         | 2016              | Allsvenskan            | 12           | 4            | 1         | 2         | 0              | 0              | 13     | 6      |
| IFK Norrköping                                         | 2017              | Allsvenskan            | 30           | 14           | 7         | 9         | 3              | 3              | 40     | 26     |
| IFK Norrköping                                         | 2018              | Allsvenskan            | 28           | 9            | 3         | 0         | 0              | 0              | 31     | 9      |
| IFK Norrköping                                         | 2019              | Allsvenskan            | 25           | 4            | 1         | 1         | 6              | 1              | 32     | 6      |
| IFK Norrköping                                         | Totalt i klubblag | Totalt i klubblag      | 95           | 31           | 12        | 12        | 9              | 4              | 116    | 47     |
| Djurgårdens IF                                         | 2020              | Allsvenskan            | 30           | 9            | 4         | 1         | 2              | 0              | 36     | 10     |
| Djurgårdens IF                                         | 2021              | Allsvenskan            | 24           | 2            | 5         | 3         | 0              | 0              | 29     | 5      |
| Djurgårdens IF                                         | 2022              | Allsvenskan            | 14           | 2            | 0         | 0         | 3              | 1              | 17     | 3      |
| Djurgårdens IF                                         | Totalt i klubblag | Totalt i klubblag      | 68           | 13           | 9         | 4         | 5              | 1              | 82     | 18     |
| Ħamrun Spartans FC                                     | 2022-23           | Maltese Premier League | 9            | 0            | 2         | 0         | 0              | 0              | 11     | 0      |
| Ħamrun Spartans FC                                     | Totalt i klubblag | Totalt i klubblag      | 9            | 0            | 2         | 0         | 0              | 0              | 11     | 0      |
| Örebro SK                                              | 2023              | Superettan             | 18           | 3            | 0         | 0         | 0              | 0              | 18     | 3      |
| Örebro SK                                              | 2024              | Superettan             | 0            | 0            | 3         | 2         | 0              | 0              | 3      | 2      |
| Örebro SK                                              | Totalt i klubblag | Totalt i klubblag      | 18           | 3            | 3         | 2         | 0              | 0              | 21     | 5      |
| Antal matcher och mål är korrekt per den 29 april 2024 |                   |                        |              |              |           |           |                |                |        |        |